# Jacques Camille Paris
Jacques Camille Paris (* 22. November 1902; † 17. Juli 1953 in Talence) war ein französischer Diplomat, der von 1949 bis zu seinem Tod erster Generalsekretär des Europarates war.

## Leben
Paris absolvierte nach dem Schulbesuch ein Studium der Rechtswissenschaften an der École polytechnique und trat im Anschluss in den auswärtigen Dienst ein. 1928 fand er seine erste Verwendung als Attaché an der Gesandtschaft in China und wurde danach 1931 Gesandtschaftssekretär an der Gesandtschaft in den USA, ehe er 1934 Gesandtschaftssekretär an der Gesandtschaft in der Schweiz wurde.
Nachdem er zwischen 1938 und 1941 als Gesandtschaftssekretär an der Gesandtschaft beim Heiligen Stuhl war, wurde er 1941 zunächst Leiter der Abteilung für Nordamerika und Asien im Nationalkommissariat im Vereinigten Königreich und anschließend Vertreter des französischen Nationalkomitees bei der Regierung von Belgien bis ihm 1942 durch das Vichy-Regime die französische Staatsbürgerschaft aberkannt wurde. 
Im Anschluss fungierte er von 1943 bis 1944 als Vertreter des französischen Nationalkomitees in Luxemburg und war danach erst Botschaftsrat bei der Delegation der Forces françaises libres in Großbritannien sowie nach der Befreiung Frankreichs von der deutschen Besatzmacht von 1945 bis 1947 bevollmächtigter Minister an der Botschaft im Vereinigten Königreich. Nach seiner Rückkehr nach Frankreich wurde er im September 1947 Leiter der Abteilung für Europa im Außenministerium, wo Romain Gary zu seinen Mitarbeitern gehörte.
Nach der Gründung des Europarates am 9. Mai 1949 wurde Paris, der mit einer Tochter von Paul Claudel verheiratet war, am 11. August 1949 erster Generalsekretär des Europarates. Er bekleidete dieses Amt bis zu seinem Tod; Nachfolger wurde daraufhin Léon Marchal. Paris starb am 17. Juli 1953 bei einem Verkehrsunfall in Talence.

## Veröffentlichungen
- Ou en est le Conseil de l’Europe?: allocution prononcee devant la presse Anglo-Americaine a Paris le 16 fevrier 1951, 1951
- Les institutions européennes au printemps de 1952, 1952
- Le Conseil de l’Europe et ses réalisations: Le pacte Atlantique et l’Europe, Mitautor André Gros, 1952
- Universalisme et régionalisme européen du droit international: Suivi de La Formule des autorités spécialisées est-elle applicable à toute l’Europe, Mitautoren Paul Guggenheim, Paul Reuter und René de Lacharrière, 1953